# Абрашкин, Виктор Александрович
Виктор Александрович Абрашкин (род. 6 сентября 1950) — математик, специалист в области математической логики, алгебры и теорией чисел, лауреат премии имени И. М. Виноградова (1995).

## Биография
В 1967 году окончил школу-интернат № 18 имени А. Н. Колмогорова.
Окончил механико-математический факультет МГУ.
С 1979 по 1994 годы — работа на кафедре высшей математики Московского государственного технического института гражданской авиации.
Ведущий научный сотрудник Математического института имени В. А. Стеклова РАН.
Ведёт преподавательскую деятельность в Даремском университете.

## Награды
Премия имени И. М. Виноградова (1995) — за цикл работ по алгебраической теории чисел.